# (84902) Porrentruy
(84902) Porrentruy est un astéroïde de la ceinture principale.

## Description
(84902) Porrentruy est un astéroïde de la ceinture principale. Il fut découvert le 17 octobre 2003 à Vicques par Michel Ory. Il présente une orbite caractérisée par un demi-grand axe de 3,12 UA, une excentricité de 0,17 et une inclinaison de 1,3° par rapport à l'écliptique.

## Compléments